# São José do Inhacorá

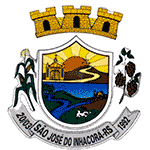
Escudo del municipio de São José do Inhacorá.

São José do Inhacorá es un municipio brasileño del estado de Rio Grande do Sul.
Se encuentra ubicado a una latitud de 27º43'29" Sur y una longitud de 54º07'45" Oeste, estando a una altitud de 220 metros sobre el nivel del mar. Su población estimada para el año 2004 era de 2.329 habitantes. Ocupa una superficie de 77,352 km².
- Datos: Q588156
- Multimedia: São José do Inhacorá / Q588156